# NGC 5718
NGC 5718 este o liner situată în constelația Fecioara. A fost descoperită în 30 aprilie 1786 de către William Herschel. Se află la o distanță de 118,79 megaparseci de Pământ.